# Takhallus
Con il termine takhallus (In Urdu: تخلّص, in persiano: تخلّص), si intende uno pseudonimo frequentemente adottato dai poeti urdu e persiani. È una parola araba che significa, letteralmente, "liberarsi" o "essere sicuri".

## Takhallus celebri
Lista dei Takhallus di alcuni poeti Urdu:
- Ghalib – Mirza Asadullah Baig Khan
- Faiz – Faiz Ahmed Faiz
- Hali – Altaf Hussain
- Jigar - Sikander Ali Moradabadi
- Kaki - Khwaja Qutbuddin Bakhtiar